# Portugal aux Jeux olympiques d'hiver de 2022
Le Portugal participe aux Jeux olympiques d'hiver de 2022 à Pékin en Chine du 4 au 20 février 2022. Il s'agit de sa neuvième participation à des Jeux d'hiver.
La délégation officielle compte neuf personnes dont trois sportifs.

## Athlètes engagés
| Sport       | Hommes | Femmes | Total |
| ----------- | ------ | ------ | ----- |
| Ski alpin   | 1      | 1      | 2     |
| Ski de fond | 1      | 0      | 1     |
| Total       | 2      | 1      | 3     |

## Résultats

### Ski alpin
Le comité national se voit attribuer deux quotas au terme de la saison 2021-2022 :
- chez les femmes, Vanina Guerrilot de Oliveira (de)[4] est une jeune skieuse de 19 ans qui est née en France mais dont la double nationalité lui a permis, en 2013, de représenter le Portugal sur les pistes de ski. Elle a participé en 2019 aux Championnats du monde à Are, en Suède, et aux championnats du monde juniors, à Val di Fassa, en Italie.
- chez les hommes, Ricardo Brancal (no)[5], skieur de 25 ans né à Covilhã proche de la Serra da Estrela, a choisi de quitter le pays pour rejoindre la station de ski italienne d'Alta Badia.

| Athlète          | Épreuve             | 1re manche    | 1re manche | 2e manche     | 2e manche | Total         | Total   |
| Athlète          | Épreuve             | Temps         | Rang       | Temps         | Rang      | Temps         | Rang    |
| ---------------- | ------------------- | ------------- | ---------- | ------------- | --------- | ------------- | ------- |
| Ricardo Brancal  | Slalom hommes       | 1 min 6 s 24  | 46e        | 1 min 0 s 07  | 38e       | 2 min 6 s 31  | 39e     |
| Ricardo Brancal  | Slalom géant hommes | 1 min 16 s 83 | 42e        | 1 min 20 s 57 | 36e       | 3 min 27 s 40 | 37e     |
| Vanina Guerillot | Slalom femmes       | 59 s 45       | 46e        | Abandon       | Abandon   | Abandon       | Abandon |
| Vanina Guerillot | Slalom géant femmes | 1 min 10 s 59 | 56e        | 1 min 6 s 33  | 39e       | 2 min 16 s 92 | 43e     |

### Ski de fond
José Cabeça (no) décroche sa qualification aux jeux concourt dans sa spécialité, le 15 km classique.
| Athlète     | Épreuve         | Temps       | Rang |
| ----------- | --------------- | ----------- | ---- |
| José Cabeça | 15 km classique | 49 min 12 s | 88e  |